# Colobosauroides cearensis
Colobosauroides cearensis — вид ящірок родини гімнофтальмових (Gymnophthalmidae). Ендемік Бразилії.

## Поширення і екологія
Colobosauroides cearensis мешкають на північному сході Бразилії, в штатах Сеара, Піауї і Параїба. Вони живуть в сухих заростях каатинги і у вологих лісах на вершинах пагорбів, серед опалого листя. Зустрічаються на висоті від 400 до 1000 м над рівнем моря.